# Zohar Strauss
Zohar Zalman Strauss (en hebreo: זהר זלמן שטראוס; Haifa, 4 de marzo de 1972) es un actor de cine, teatro y televisión israelí.

## Biografía
Terminó su educación secundaria en 1990 y completó su servicio militar en el cuerpo médico en 1994. Luego estudió en la Universidad de Leicester (Inglaterra), donde obtuvo una licenciatura en derecho en 1998, y posteriormente ingresó a la escuela de teatro de Yoram Levinstein en Tel Aviv, de donde se graduó en 2001.
Debutó en el cine con Mars Turkey (2001), y en el teatro con Kescher ha-Jare'ach, obra presentada en Herzliya (2003). Ha actuado en varios filmes, como Things Behind the Sun, Eyes Wide Open, Líbano y Magic Men. En 2008 encarnó a Avri Sagiv en la serie de televisión Srugim. Su papel más famoso en el teatro ha sido el de Randle McMurphy en la producción de Atrapado sin salida, acreedora al premio teatral de Israel, presentada en Be'er Sheva (2010).

## Premios y nominaciones
En 2009 ganó el premio al mejor actor en el Festival de Cine de Jerusalén por su trabajo en la cinta Eyes Wide Open y el premio Ophir, otorgado por la Academia de Cine y Televisión de Israel, al mejor actor de reparto por su actuación en la película Líbano —en 2006 y 2013 fue nominado a la misma categoría por sus papeles en los filmes Things Behind the Sun y Magic Men, respectivamente—. Asimismo, obtuvo el premio ASSITEJ-Israel al mejor actor en la temporada teatral 2009-2010.

## Filmografía
En su  filmografía se cuentan los siguientes trabajos:
Cine
- 2001 Mars Turkey (Rudy)
- 2006 Things Behind the Sun (Amit)
- 2007 Beaufort (Rossman)
- 2007 Jellyfish (en hebreo: Meduzot; el padre)
- 2009 Eyes Wide Open (en hebreo: Einayim Pkukhot; Aaron Fleischman)
- 2009 Líbano (Gamil)
- 2009 Kirot (el esposo de Elinor)
- 2010 Miral (policía)
- 2012 Maasiya Urbanit (publicista)
- 2014 Magic Men (Yehuda Kofinas)
- 2015 Zyarno prawdy (Rabbi Zygmunt)
- 2015 Atomic Falafel (Ciudadano K)
- 2016 Alouette
- 2017 The Cakemaker (en hebreo: haOfeh miBerlin, Moti)
- 2018 Mary Magdalene (John)

Televisión
- 2006 Ima'lle (Yovi)
- 2006 Hayey Kelev (Wachs)
- 2007 Ha-Makom
- 2008 Srugim (doctor Avri Sagiv)
- 2011-2015 Downtown Precinct (Asarian Babayof)
- 2013-2016 Shtisel (Lipa Weiss)
- 2015 Zaguri Imperia (Dino)
- 2017-2018 Shababnikim